# Vetiveriaolja
Vetiveriaolja är en eterisk olja som utvinns ur rötterna från Vetiveria zizanioides, en gräsart i bl. a. Indien, Indonesien, Japan och Kina.

## Egenskaper
Vetiveriaolja är en mörkgul, brun eller olivgrön olja, som är tjock och klibbig och tjocknar än mer med tiden. Den är olöslig i vatten men löslig i 95-procentig etanol. Den har en kryddig och lite bitter smak och har en sötsur trädoft från terpenalkoholen vetiverol.

## Framställning
Rottrådar från gräset vetivert torkas, hackas och blötläggs i upp till 12 timmar, för att därefter vatten- eller ångdestilleras i 12–24 timmar. Härigenom utvinns 1–3 % av torrvikten i form av eterisk olja. I södra Indien odlas gräset särskilt för framställning av olja, som i huvudsak exporteras.

## Användning
Vetiveriaolja används i kosmetika och parfym, särskilt orientdofter, citrusdofter, chypresdofter, skogsdofter, sandelträdofter, rakvatten och andra herrparfymer, samt ger grön bladighet åt rosdofter.
Vetiveriaoljan är som hudläkemedel verksam mot bakterier och svamp och beskrivs som läkande, cellförnyande (på irritationer, sår, bristningar), sammandragande och venstärkande (på åderbråck). I Indien används färsk mosad rot eller saft pressad ur roten till omslag och baddning på brännskador, skållningar, munsår och ormbett.